# Bass Rock

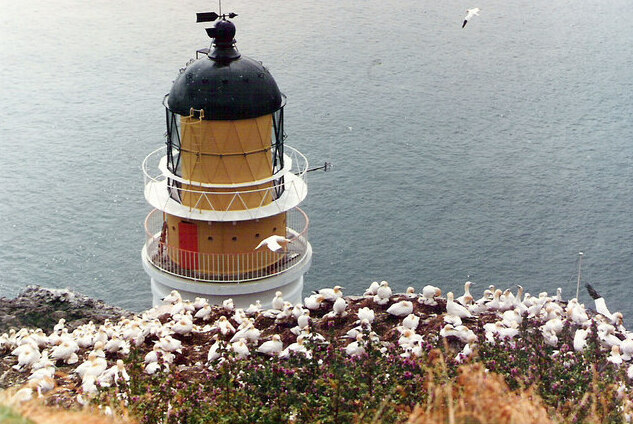
De top van de vuurtoren, met jan-van-genten. De foto is uit 1983, dus het licht wordt nog geleverd door een petroleumbrander.

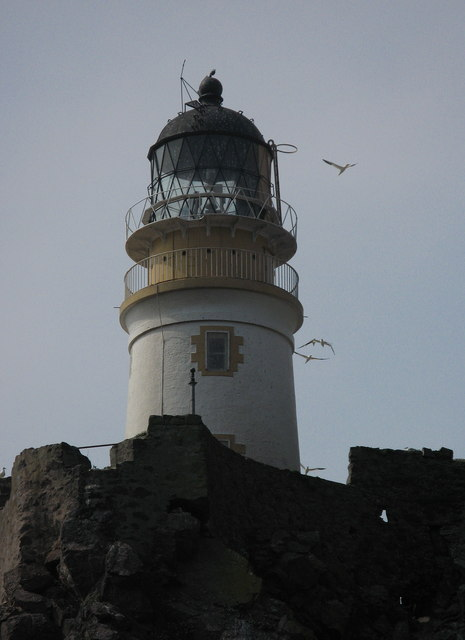
De vuurtoren vanaf de zeezijde in 2007, met elektrisch licht

The Bass Rock, of simpel The Bass, is een tot 107 m steil uit zee oprijzend eiland, gelegen in de toegang van de Schotse Firth of Forth, 2½ km uit de kust van East Lothian en 5½ km ten noordoosten van North Berwick. Dwars door de rots loopt van oost naar west een natuurlijke tunnel die alleen bij laagtij toegankelijk is.

## Geologie
The Bass Rock is een vulkanische plug uit het carboon en komt overeen met de andere prominente rotsen van Edinburgh en East Lothian: de Castle Rock en North Berwick Law. De rots bestaat voornamelijk uit fonoliet, een vulkanisch stollingsgesteente.

## Biologie
Op The Bass Rock nestelen talloze vogels waaronder papegaaiduikers, zeekoeten, eidereenden, drieteenmeeuwen, alken en ongeveer 140.000 jan-van-genten die in januari jaarlijks terugkeren van hun winterverblijf aan de westkust van Afrika. The Bass herbergt de grootste kolonie jan-van genten ter wereld op één rots, en vertegenwoordigt daarmee 10% van de wereldpopulatie. Door het grote aantal vogels en uitwerpselen ziet het eiland er van een afstand wit uit hoewel het van zichzelf een donkere kleur heeft. De Latijnse naam voor de jan-van-gent, Morus bassanus, is dan ook afgeleid van de naam Bass Rock. Tot in de negentiende eeuw gold de jan-van-gent als een delicatesse en werd op de markt van Edinburgh voor 'two shillings and fourpence' als solan goose verkocht. In het water rond The Bass Rock treft men tuimelaars en grijze zeehonden aan.

## Geschiedenis
In de zevende eeuw bouwde St Baldred of Tyninghame er een hermitage en een kapel. Vanaf 1316 was The Bass eigendom van de familie Lauder die de oudst geregistreerde eigenaar was. Het familiewapen bestaat toepasselijk uit een jan-van-gent, staande op een rots. Het eiland zou een gift van koning Malcolm III van Schotland zijn. Door schulden overmand was de weduwe van William Lauder, de laatste van de Lauders, in 1630 gedwongen The Bass Rock te verkopen. In 1671 kocht Charles II The Bass voor 4.000 pond sterling van de toenmalige eigenaar Sir Alexander Ramsay of Abbotshall, provoost van Edinburgh. De kroon verbouwde een ouder fort tot een gevangenis die decennialang een beruchte gevangenis voor religieuze en politieke gevangen was. In 1691, toen hun cipiers een lading steenkool aan het lossen waren, namen Jacobieten, in naam van de verbannen Jacobus VII van Schotland en II van Engeland, het fort in. Voorzien van een schip en geproviandeerd door de Fransen plunderden de Jacobieten passerende schepen. De opstandelingen hielden het uit tot 1694, maar moesten zich uiteindelijk overgeven onder “de meest eervolle voorwaarden”, waarmee het laatste bastion van Jacobus II/VII in handen van Koning Willem III van Oranje viel. Vervolgens werd het fort in 1701 gesloopt; enige restanten zijn nog te zien.
In 1706 werd de eigendom van The Bass overgedragen aan Sir Hew Dalrymple of North Berwick, wiens nazaten tot aan de dag van vandaag de eigenaren zijn.

## Gebouwen
De restanten van een kapelletje uit 1542, gewijd aan St. Baldred zijn nog halverwege de rots te zien.
Ter wille van de scheepvaart bevindt zich op het eiland een 20 meter hoge vuurtoren, die sinds 1 november 1902 in werking is. De vuurtoren is sedert 1988 geëlektrificeerd en geautomatiseerd en wordt sindsdien vanuit Edinburgh in de gaten gehouden. Tot die tijd brandde het licht op petroleum die door middel van perslucht verneveld en verbrand werd. Met de verbrandingsgassen werd een enorme gloeikous witheet gestookt. Karakter: 3 witte flitsen elke 20 seconden.

## Trivia
- Op The Bass Rock staan twee webcams opgesteld[4].
- In het Oceanium, het "waterwerelddeel" van Diergaarde Blijdorp is de vogelrots vernoemd naar The Bass Rock.[7]

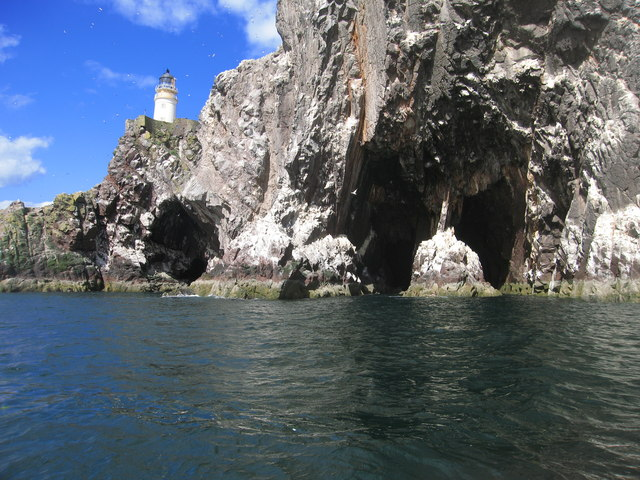
Grotten onder Bass Rock